# Giorgio Antonio Vareschi
Giorgio Antonio Vareschi OCD (* 18. Februar 1725 in Panchià; † 6. Januar 1785) war ein römisch-katholischer Ordensgeistlicher und Apostolischer Vikar des Großmogulenreichs.

## Leben
Giorgio Antonio Vareschi trat der Ordensgemeinschaft der Unbeschuhten Karmeliten bei und legte am 12. Juni 1747 sein Ordensgelübde ab.
Am 14. September 1764 wurde er zum Titularbischof von Calama und zum Koadjutor des Apostolischen Vikars von Malabar ernannt.
Am 15. Mai 1773 wurde Giorgio Antonio Vareschi zum Apostolischen Vikar des Großmogulenreichs ernannt. Die Bischofsweihe spendete ihm am 20. Juni desselben Jahres Kardinal Francesco Saverio de Zelada; Mitkonsekratoren waren die Titularerzbischöfe Giuseppe Maria Contesini und Stefano Evodio Assemani.
Bischof Giorgio Antonio Vareschi blieb bis zu seinem Tod am 6. Januar 1785 als Apostolischer Vikar im Amt.